# C. C. Catch

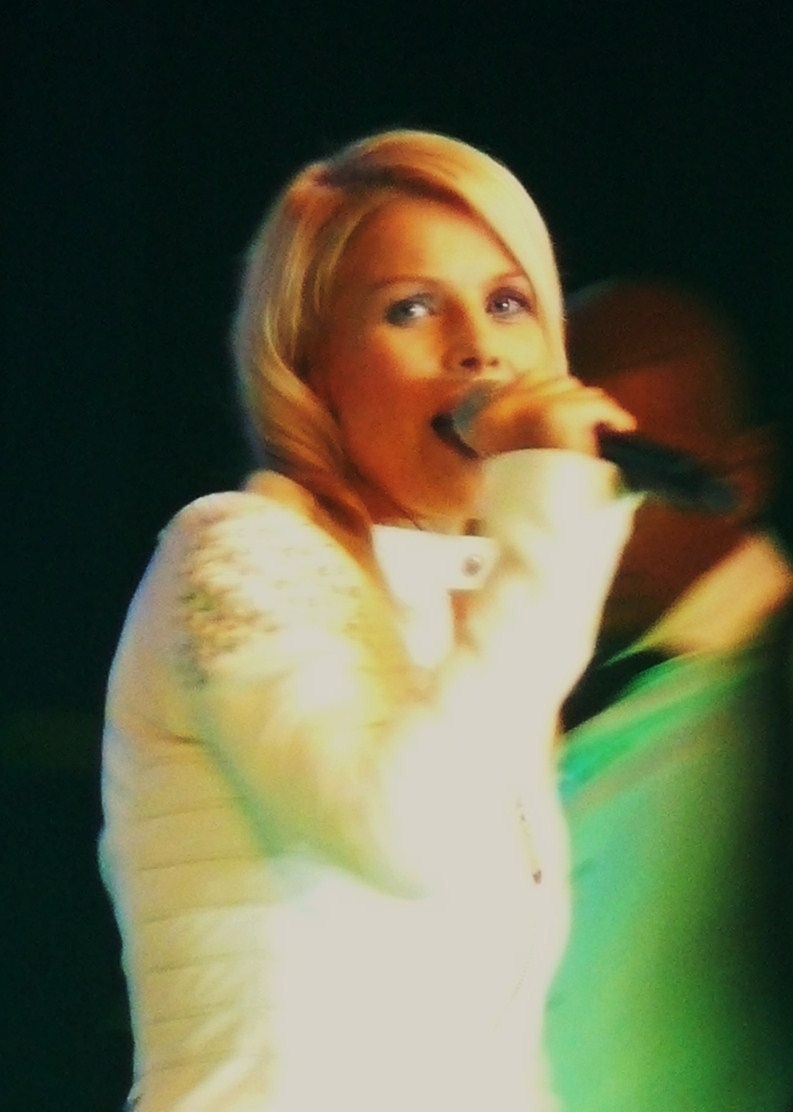
C. C. Catch v Kazani, 2011

Caroline Catherine Müller, uměleckým jménem C. C. Catch, (* 31. července 1964 Oss, Nizozemsko) je nizozemsko-německá zpěvačka v žánrech pop-music a euro disco. Vrchol kariéry prožila během 80. let, kdy spolupracovala s Dieterem Bohlenem ze skupiny Modern Talking.

## Začátky kariéry
Do povědomí veřejnosti se dostala díky dívčí skupině Optimal, která v roce 1980 vydala německý singl „Er war magnetisch“ nebo anglickou píseň „The Goodbye“.
V první polovině 80. let ji při vystoupení v Hamburku objevil člen skupiny Modern Talking Dieter Bohlen a navázal se zpěvačkou spolupráci. První singl „I Can Lose My Heart Tonight“, z debutového alba Catch the Catch, vydala v létě 1985 na den svých narozenin pod uměleckým jménem C. C. Catch podle prvních písmen jména. Autorem pseudonymu se stal Bohlen.
V roce 1986 vyšlo druhé album Welcome to the Heartbreak Hotel se čtyřmi singly včetně skladeb „Heartbreak Hotel“ a „Cause You Are Young“.

## Pozdější kariéra
Později začala C. C. Catch spolupracovat s německou eurodancovou formací Captain Hollywood Project. Po rozpadu skupiny Modern Talking, kdy Thomas Anders opustil toto duo a vydal se na sólovou dráhu, existovala možnost, že C. C. Catch zaujme jeho místo. Dieter Bohlen však založil projekt Blue System, ve kterém hrál i bubeník a partner zpěvačky Frank Otto.
Po čtvrtém studiovém albu Big Fun z zoku 1988 skončila její spolupráce s Bohlenem. Důvodem se stalo Bohlenovo odmítnutí požadavku zpěvačky na vlastní tvorbu textů. Spor o přezdívku skončil u soudu, který C. C. Catch vyhrála. Po přestěhování do Londýna navázala spolupráci s producentem Simonem Napierem. V roce 1989 tak vydala poslední, páté studiové album Hear What I Say s dvěma singly „Big Time“ a „Midnight Hour“.
Následovaly remixy hitů a vydávání kompilací, když zpěvačka nepokračovala v nové umělecké tvorbě. V roce 1998 vydala první Best Of. Opakovaně se zúčastnila vzpomínkového festivalu na 80. léta Discoteka 80, probíhajícího v Moskvě. Mimo Evropu absolvovala v roce 2015 koncertní šňůru po Spojených státech. Následující hudební sezónu vystoupila v Torontu. Během roku 2017 se představila na pódiích Latinské Ameriky v Argentině, Peru, Chile, Brazílii a Bolívii.